# Las Palomas Wildlife Management Area
Das Las Palomas Wildlife Management Area ist ein über 3311 Acres (≈ 1340 Hektar) großes Schutzgebiet im Eigentum des Bundesstaates Texas im Unteren Rio Grande Valley in den Countys Presidio County, Hidalgo County und Cameron County. Das Wildlife Management Area besteht aus 18 Teilgebieten. Die Teilgebiete sind 2 bis 604 ha groß. Die Betreuung erfolgt durch den Texas Parks and Wildlife Service.

## Wildlife Management Areas
In den USA gibt es in 28 Bundesstaaten Wildlife Management Areas. In anderen Bundesstaaten gibt es ähnliche Schutzgebiete mit dem Namen State Wildlife Areas. Michigan hat State Wildlife Management Areas, State Wildlife Areas, State Fish and Wildlife Areas, State Wildlife Research Areas, State Game Areas und Waterfowl Production Areas. Diese Schutzgebiete werden durch die Bundesstaaten ausgewiesen und betreut. Die Flächen innerhalb der Wildlife Management Areas bzw. ähnlicher Schutzgebiete gehören den Bundesstaaten. Die Schutzgebiete dienen dem Schutz der wildlebenden Tiere und Freizeitaktivitäten. Sie dienen gleichzeitig auch als staatliches Jagdgebiet und Angelgebiet. Jäger dürfen hier gegen Lizenzen jagen. Sie sind mit einem Naturpark vergleichbar. Von den State Parks der USA unterscheiden sie sich durch die spezielle Ausrichtung auf Jagd und Angeln.

## Las Palomas Wildlife Management Area
Teilflächen des Palomas Wildlife Management Area wurden speziell für die Weißflügeltaube ausgewiesen, um den natürlichen Lebensraum für die Art zu erhalten. Im Schutzgebiet befinden sich auch Teilflächen mit Buschland, Feuchtgebieten für Wasservögel und Farmland. Die Boca Chica Unit grenzt direkt ans Meer mit dem Golf von Mexiko. Nördlich der Boca Chica Unit grenzen direkt der Brazos Island State Park und der Boca Chica State Park an. Dann folgen im Rio Grande Valley nach Westen bzw. Nordwesten in sehr unterschiedlichen Abständen die Teilflächen Tucker Unit, Deshazo Unit, Ebony Unit, Anacua Unit, Chapote Unit, Mac Whorster Unit, Prieta Unit, Taormina Unit, Baird Unit, Mc Manus Unit, Kelly Unit, Penitas Unit, Champion Unit, La Grulla Unit und Ocotilla Unit. Die Teilflächen liegen teils direkt am Rio Grande und teils einige Kilometer vom Fluss entfernt.